# 제18회 베를린 국제 영화제
제18회 베를린 국제 영화제는 1968년 6월 21일에 열린 시상식이다.

## 수상 및 후보

### 황금곰상
- 누가 그의 죽음을 보았는가 - 얀 트로엘 수상

### 은곰상:심사위원상
- 크렉 - 보리보이 도브니코빅-보르도 수상

### 은곰상:감독상
- 얼음에 얼린 박하 - 카를로스 사우라 수상

### 은곰상:여자연기자상
- 암사슴 - 스테판 오드랑 수상

### 은곰상:남자연기자상
- 거짓말하는 남자 - 장-루이 트린티냥 수상

### 황금곰상:단편영화상
- 포트레이트: 오손 웰스 - 프랑수아 라이첸버흐 외 1명 수상